# Красный Бор (Калининский район)
Красный Бор — деревня в Калининском районе Тверской области. Относится к Кулицкому сельскому поселению.

## География
Расположена в 17 км к северо-западу от Твери, на левом берегу реки Тверцы. В 2 км к востоку — платформа Тверца на участке Тверь — Лихославль главного хода Октябрьской железной дороги, в 3,5 км к северу — станция Кулицкая. За Тверцой — деревни Слободка и Кобячево.

## История
В материалах Тверской епархии Богородицкий на Бору мужской монастырь в селе Пречистый Бор Тверского уезда в 18 верстах к северо-западу от города Твери упоминается в 1631 году и был приписан к Отрочу монастырю. Во второй половине XVII века монастырь был упразднен, а его главный храм во имя Рождества Богородицы стал приходской церковью села Пречистый Бор и других сел. В 1729 году этот деревянный храм Рождества Богородицы сгорел дотла, жители успели спасти церковную утварь, книги, снять старинные колокола. Загоревали прихожане, но представился случай купить готовый деревянный храм, стоявший на Заволжском Посаде в Твери. В 1735 году по просьбе архимандрита Отроча монастыря посадский человек Алексей Григорьевич Орефьев уступил прихожанам села Пречистый Бор деревянную церковь, которая и была туда перевезена и освящена в 1736 году. В конце XVIII- начале XIX веков вместо деревянной построили каменную церковь. В 1809 году храм освятили во имя Рождества Богородицы.. 
В Списке населённых мест 1859 года значится казённое село Пречистый Бор с православной церковью (12 вёрст от Твери, 27 дворов, 174 жителя).
Во второй половине XIX — начале XX века село было центром прихода Первитинской волости Тверского уезда. В 1858 году Пречисто-Борский приход насчитывал 402 двора, 3033 жителя, 1886 году — 569 дворов, 4101 жителя. В 1915 году церковь Рождества Богородицы насчитывала 4635 прихожан из села, 26 деревень и станции Кулицкая.
Постановлением ВЦИК от 30.12.1929 г. село Пречистый бор Тверского района и округа Московской области переименовано в с. Чистый бор.
С историей села Пречистый Бор тесно связано имя св. Фаддея, архиепископа Тверского и Кашинского. В Тверь владыка Фаддей был переведён в 1928 году. Неподалёку от города, в селе Пречистый Бор архиепископ Фаддей снимал дачу и ездил туда, когда хотел поработать. «Многие думают, что я уезжаю на дачу отдыхать, — говорил он, — а я уезжаю работать и ложусь здесь в три часа ночи. Нужно бы секретаря, но секретаря у меня нет, я всё делаю сам.» (Дамаскин (Орловский), иеромонах. Архиепископ Фаддей (Успенский). — «Москва», август, 1996, с. 199) Люди запросто подходили к нему за советом, даже приходили домой и приезжали на дачу, которую он снимал в летнее время в Пречистом Бору, и он охотно принимал всех нуждающихся в его слове. По мнению верующих, владыка Фаддей имел дар предвидения и исцеления.

## Население
| 1859 | 1886 | 2002 | 2010 |
| ---- | ---- | ---- | ---- |
| 174  | ↗192 | ↘40  | ↘33  |

## Достопримечательности
В деревне расположена недействующая Церковь Рождества Пресвятой Богородицы (1809).